# Australopithecus deyiremeda
Australopithecus deyiremeda is een mensachtige die tijdens het Plioceen leefde in het gebied van het huidige Ethiopië.

## Vondst en naamgeving
Op 4 maart 2011 ontdekte Mohammed Barao bij Burtele in het gebied van Woranso-Mille een bovenkaaksbeen van een mensachtige. Normaliter zouden dergelijke vondsten zijn toegewezen aan Australopithecus afarensis maar de Ethiopische paleoantropoloog Yohannes Haile-Selassie meende dat het om een apart taxon ging.
In 2015 benoemden en beschreven Haile-Selassie, Luis Gibert, Stephanie Marie Melillo, Timothy Michael Ryan, Mulugeta Alene, Alan Deino, Naomi Levin, Gary Scott en Beverly Saylor de soort Australopithecus deyiremeda. De soortaanduiding betekent "nauwe verwant" in het Afar en verwijst naar de vermoede nauwere verwantschap aan andere australopitheken dan aan A. afarensis.
Het holotype, BRT-VP-3/1, is gevonden in een laag die 3,5 tot 3,3 miljoen jaar oud is en dateert uit het middelste Plioceen. Het bestaat uit een linkerbovenkaaksbeen, met zes nog aanwezige tanden, van een jongvolwassen exemplaar. Als paratypen werden aangewezen de gepaarde onderkaken BRT-VP-3/14, en de rechteronderkaak WYT-VP-2/10. Wellicht behoort het rechterbovenkaaksbeen BRT-VP-3/37 tot hetzelfde individu als BRT-VP-3/37. De fossielen zijn van goede kwaliteit en weinig vervormd. Ze werden aan het oppervlak gevonden na door erosie te zijn vrijgelegd.
Omdat A. deyiremeda uit hetzelfde gebied en tijd komt als A. afarensis en slechts van beperkte vondsten bekend is, werd meteen door sommige onderzoekers betwijfeld of het wel om een geldige soort ging. In 2016 echter concludeerde een studie door Fred Spoor dat er overeenkomsten waren met Kenyanthropus.

## Beschrijving
A. deyiremeda verschilt van A. afarensis door een meer naar voren geplaatste jukbeenboog, een kleinere  eerste en tweede kies en premolaren met drie in plaats van twee wortels. Deze kenmerken worden gedeeld met Kenyanthropus. Daarentegen heeft A. deyiremeda met A. afarensis gemeen dat de bovenkaak sterker uitspringt.
De kiezen zijn opvallend klein: de eerste kies zelfs de kleinste die van een volwassen lid van de Hominini uit het Plioceen bekend is. Het email van de tweede kies is echter dik. Hun tandwortels buigen naar boven toe vrij sterk naar binnen, net als bij Paranthropus. Ook de voortanden zijn nogal klein. De onderkaken zijn robuust, met een breed hoofdlichaam.

## Fylogenie
De benoeming van A. deyiremeda voegt nog een soort mensachtige toe aan het latere Plioceen naast A. afarensis, Australopithecus bahrelghazali en Kenyanthropus. Daarbij is bij Burtele ook nog een voet ontdekt, specimen BRT-VP-2/73, met een opponeerbare grote teen, net als bij Ardipithecus. Het vaststellen van hun onderlinge verwantschappen wordt er zo niet eenvoudiger op. De beschrijvers hadden op dit punt geen krachtige overtuigingen. Ze achtten een verwantschap met robuuste australopitheken mogelijk maar verre van zeker.

## Levenswijze
Als A. deyiremeda inderdaad een andere soort is dan A. afarensis, roept dit de vraag op waarin hun diëten verschilden. Beide vormen lijken eurytopisch te zijn geweest, dus opportunistische generalisten die aten wat ze konden krijgen. Het kan echter zijn dat ze bij voedselschaarste ieder verschillende voedselbronnen prefereerden. Het dikkere email bij A. deyiremeda wijst wellicht op een grotere consumptie van taaie cypergrassen. De fauna van de habitat duidt op een halfopen landschap met een afwisseling van graslanden en rivierbossen.
De zeer oude stenen werktuigen gevonden bij Lomekwi werden eerst met Kenyanthropus in verband gebracht wegens een vondst van een bovenkaaksbeen met een naar voren geplaatste jukbeenboog, premolaren met drie wortels en kleine kiezen. Dat zijn nu precies de kenmerken die gedeeld worden met A. deyiremeda. Spoor suggereerde in 2015 dat die laatste wel eens de oorsprong van deze cultuur zou kunnen zijn.